# Curtiss-Wright X-19
Літак Curtiss-Wright X-19 з вертикальним зльотом-посадкою та для зльоту-посадки з укороченою дистанцією був розроблений компанією Curtiss-Wright. Побудований для проведення досліджень у польоті з використанням поворотних рушіїв. Літак являє собою суцільнометалевий високоплан з тандемним розташуванням крил, двома ВМД та триопорним шасі. На закінчення кожного крила даного апарата були встановлені поворотні повітряні гвинти діаметром 3,96 м кожен, що приводилися в обертання двома турбувальними двигунами Lycoming T55-L-5. Швидкість обертання гвинтів літака при зльоті – 1200 об/хв, при крейсерському польоті 955 об/хв.
Літак вперше піднявся у повітря 26 червня 1964 року, а 25 серпня 1965 року X-19 розбився в черговому польоті. Всього було збудовано 2 літаки. Роботи зі створення та випробувань літального апарата велися у 1962—1966 роках. Проєкт коштував американській скарбниці $16 млн. 

## ЛТХ
- Розмах крила, м - 10,50
- Довжина, м - 13,50
- Висота, м - 5,20
- Площа крила, м² - 14,40
- Маса, кг:
  - порожнього літака - 4400
  - нормальна злітна - 6200
- Тип двигуна - 2 ТВД Lycoming T-55
- Потужність, л. с. - 2 х 2620
- Максимальна швидкість, км/год - 720
- Крейсерська швидкість, км/год - 650
- Практична дальність, км - 1200
- Екіпаж, людина - 2
- Корисне навантаження - до 4-х пасажирів